# Cape Town All Stars
Cape Town All Stars este un club de fotbal profesionist din Cape Town, Africa de Sud, care în prezent evoluează în liga a doua numită National First Division (NFD), a doua cea mai importantă ligă a cluburilor de fotbal din Africa de Sud după Premier Soccer League (PSL).

## Istoria Clubului
Clubul a fost fondat în 2010 și își dispută meciurile de acasă pe stadionul Athlone. S-au dizolvat în 2018 după ce și-au vândut statutul de ligă națională în prima divizie către clubul TS Galaxy. În 2020, și-au cumpărat statutul de la  TS Galaxy.